# Ahmed Aït-Ali
Ahmed Aït-Ali, né le 11 mai 1886 à Tigzirt et mort le 29 octobre 1962 à Tizi Ouzou, est un homme politique français.

## Biographie
Il est député du département d'Alger à l'Assemblée nationale du 17 juin 1951 au 1er décembre 1955.